# هدرای قبرسی
هدرای قبرسی (نام علمی: Hedera cypria) نام یک گونه از سرده عشقه است.